# Cessie
Een cessie of een overdracht van schuldvordering is de levering van vordering op naam. Iemand die een op naam gestelde vordering heeft op een andere partij, en deze vordering niet zelf kan of wil incasseren, kan de vordering overdragen, cederen, aan een derde partij. Deze partij, de cessionaris, betaalt daarvoor een bedrag, meestal wat lager dan de hoogte van de vordering in verband met de te maken kosten en het aan de cessie verbonden risico.
Degene die een vordering op naam overdraagt aan een ander wordt aangeduid als cedent, de verkrijger heet cessionaris en de schuldenaar van de vordering wordt vaak aangeduid met debitor cessus of eenvoudigweg cessus. In tegenstelling tot contractsovername is de medewerking van de debitor cessus niet vereist.
Een paar voorbeelden:
- Loodgieter X heeft een klant, mevrouw Y, die haar rekening niet betaalt. De loodgieter heeft nu een 'vordering op naam' tegenover mevrouw Y. Hij heeft nu de mogelijkheid deze vordering te verkopen aan een incassobureau. Het incassobureau betaalt de loodgieter daarvoor een bepaalde prijs (het bedrag kan wat lager zijn dan de oorspronkelijke rekening: het bureau neemt immers ook het risico van niet-betaling over), en deze 'cedeert' de vordering aan het incassobureau. Vanaf dat moment heeft mevrouw Y, de debitor cessus, geen schuld meer aan X, de cedent, maar aan het incassobureau, de cessionaris.
- De door wanbetalers geplaagde loodgieter kan de aflossing van zijn lening niet op tijd betalen en de bank dreigt beslag te laten leggen op zijn bestelauto. Zonder die auto kan de loodgieter zijn opdrachten niet meer uitvoeren, dus hij treft een regeling. Hij draagt daarbij enkele vorderingen op grote klanten over aan de bank, bij wijze van betaling van zijn schuld.
- Een debt trader koopt een groot pakket afgeschreven vorderingen van een postorderbedrijf, voor 5% van de nominale waarde. Vervolgens gaat deze zelf proberen de vorderingen te innen.
- Een SPV, gevestigd in Luxemburg, gefinancierd door Chinese investeerders, koopt middels stille cessie een pakket Nederlandse leningen van een Nederlandse bank. De bank blijft omwille van de bekendheid met de klanten, de praktische en de taalproblemen, de lening 'servicen' door het contact met de leningnemers aan te houden en de leningen te innen. De leningnemers zien geen verschil, maar hun geld wordt door de Nederlandse bank aan het Luxemburgse SPV betaald, dat het geld vervolgens aan de Chinese investeerders uitbetaalt.

## Cederen van vorderingen onder Nederlands recht
Net zoals bij overdracht van andere vermogensrechten is, naast een levering c.q. vestiging, vereist dat een geldige titel aan de overdracht ten grondslag ligt en dat de vervreemder (de cedent) bevoegd is over de vordering te beschikken.
In Nederland kan het overdragen van een vordering op naam op twee manieren, die zijn vastgelegd in art. 3:94 van het Burgerlijk Wetboek. Deze manieren zijn:
- De 'klassieke' manier, waarbij de levering slechts effect heeft als aan de cessus mededeling is gedaan van de levering. Tot die tijd heeft de cessie ook tussen de cedent en de cessionaris nog geen werking.
- De nieuwe manier, geïntroduceerd op 1 oktober 2004, waarbij de cessie kan plaatsvinden zonder mededeling aan de debiteur. Deze wijze van cessie wordt ook wel aangeduid als stille cessie.

In beide gevallen moet een akte worden opgemaakt door de cedent en de cessionaris.
Om cessie mogelijk te maken zonder dat mededeling aan de debiteur is gedaan, moet aan de volgende voorwaarden zijn voldaan:
- het is een authentieke of een geregistreerde onderhandse akte;
- de over te dragen rechten bestaan reeds op het tijdstip van de levering, of zullen rechtstreeks worden verkregen uit een dan reeds bestaande rechtsverhouding.

De stille cessie is in navolging van de wetgeving in andere landen in het Nederlandse vermogensrecht opgenomen ten behoeve van de securitisatie-praktijk. De cessie kan echter pas worden tegengeworpen aan de debitor cessus zodra de cessie aan hem is medegedeeld. Anderzijds is diens medewerking niet vereist.
Naast de vordering zelf (plus rente-aangroei en minus aflossingen en rentebetalingen) gaan ook nevenrechten over, zoals pand- en hypotheek en zelfs borgstellingen, hoofdelijke aansprakelijkheid en garanties van derden, zolang het maar duidelijk is dat deze rechten afhankelijk zijn van de vordering. Volmachten gaan echter niet automatisch mee over, hetgeen betekent dat op dit punt alsnog medewerking van de debiteur nodig is.
De debitor cessus (die immers geen inspraak heeft in deze wisseling van wederpartijen) mag hierdoor niet in een slechtere rechtspositie belanden, en behoudt in een eventueel conflict met de cedent alle rechten. Hij mag zich bijvoorbeeld op verrekening beroepen of zijn betaling opschorten wegens wanprestatie van de cedent. De cessionaris heeft dit te respecteren. Hierdoor willen veel incassobureaus liever geen vorderingen overnemen door cessie: ze lopen het risico in inhoudelijke discussies over zaken tussen de debiteur en de cedent verzeild te raken.
De consequentie van dat laatste is dit:
Als de loodgieter uit het voorbeeld een vordering cedeert aan een incassobureau, maar nog voordat dit aan de debitor cessus (de klant van de loodgieter) wordt meegedeeld, en ze heeft toch nog haar schuld aan de loodgieter betaald, dan kan het incassobureau niets meer bij haar vorderen. Als zij ná die mededeling aan de loodgieter zou betalen, zou ze nog steeds het incassobureau moeten betalen, omdat ze dan immers geen schuld aan de loodgieter, maar een schuld aan het incassobureau zou hebben. (Het onverschuldigd betaalde zou ze wel van de loodgieter kunnen terugvorderen). Mocht de klant echter betaling opschorten of weigeren omdat de loodgieter bijvoorbeeld slecht werk heeft geleverd (en hierbij op de juiste wijze de loodgieter via de regels van wanprestatie aanspreekt), dan zal de klant ook na cessie dit argument aan de cessionaris (het incassobureau) kunnen tegenwerpen.

## Risico's en praktische problemen
Aan cessie kleven een aantal risico's en praktische problemen, met name wanneer het de cessie van een groot pakket vorderingen betreft. Vaak worden hier praktische regelingen voor getroffen of vertaalt dit risico zich in een korting op de koopprijs of compensatieregelingen. Een typisch voorbeeld is het (tegen een vergoeding) aanstellen van de cessionaris als servicer, zodat deze namens de cedent de leningnemers te woord staat, de vorderingen int en indien nodig juridische procedures start. Verder kan een tegenwerkende debitor cessus ondanks het feit dat diens medewerking wettelijk niet verplicht is, toch roet in het eten gooien.
- Omdat de debitor cessus niet in een slechtere positie terecht mag komen, kan deze al zijn rechten en weren eveneens aan de cessionaris tegenwerpen. Hierdoor loopt de cessionaris het risico dat een vordering niet inbaar is omdat de debitor cessus een geldig verweer heeft. De cedent heeft vaak al een langere relatie met de debiteur en weet wat er gaande is; de cessionaris niet.
- De debitor cessus is hierdoor bovendien aan de algemene voorwaarden van zijn oorspronkelijke crediteur gebonden, en niet aan die van de cedent.
- Vorderingen worden soms meerdere malen achter elkaar doorverkocht waardoor informatie verloren gaat.
- De cedent dient te kunnen bewijzen dat de mededeling door de debitor cessus is ontvangen om de cessie jegens hem geldig te maken. Zo niet, dan kan hij slechts bevrijdend betalen aan de cessionaris. In praktijk is dit lastig te bewijzen, vooral wanneer debiteuren verhuisd zijn of niet reageren.
- De debitor cessus kan overleden, failliet, praktisch onvindbaar of geëmigreerd zijn, of geen verhaal bieden, waardoor de vordering oninbaar is. Ook kan de cessionaris/servicer nadien failliet gaan of fuseren waardoor de cedent niet meer op hem kan terugvallen indien aanvullende informatie gevraagd wordt.
- Een enkele vordering kan tot tientallen documenten omvatten, zoals de leningsovereenkomsten en aanvullende zekerheden, KYC, aanvullende informatie. Hierdoor omvat een pakket van 100 vorderingen al snel duizenden documenten. In het controleren hiervan kan hierdoor veel tijd zitten en iedere overdracht is een risico van documenten- en informatieverlies.
- Eventuele volmachten gaan niet mee over (tenzij substitutie is toegestaan) zodat op dit punt actieve medewerking van de debitor cessus nodig is.
- Automatische incasso gaat ook niet automatisch over op de nieuwe crediteur, in dit geval zal de debitor cessus opnieuw een machtiging moeten afgeven. Doet hij dit niet dan moet hij overigens zelf handmatig voor betaling aan de nieuwe crediteur zorgdragen.
- Bij stille cessies dient een servicing-overeenkomst of clausule te moeten worden opgesteld op grond waarvan de cessionaris betalingen blijft ontvangen en doorstuurt, en debiteuren aanmaant of als contactpunt dient. Vaak wordt hiervoor een vergoeding bedongen.
- Een cessie of meerdere cessies achter elkaar kunnen verwarring creëren bij debiteuren, waardoor ondanks geldige mededelingen de betalingen toch aan de verkeerde geschieden. Ook weigeren debiteuren soms aanvankelijk betaling aan de cedent uit angst voor oplichting. Het is in dat geval praktisch af te spreken dat betalingen een tijd lang door de cessionaris aan de cedent worden doorgeboekt. Hoewel een dergelijke betaling voor een debitor cessus uiteraard niet meer bevrijdend is, is het in praktijk vaak erg bezwaarlijk een tweede keer betaling te vragen of af te dwingen. Een andere veelgebruikte oplossing is een stille cessie hanteren waarbij de cessionaris als servicer de debiteuren blijft bedienen en de gelden blijft ontvangen.
- Er is een risico dat een vordering niet overdraagbaar is, bijvoorbeeld omdat dit tussen partijen zo is afgesproken. Wanneer dit met 'goederenrechtelijk effect' is, is de overdracht bij voorbaat niet geldig, zo niet, dan is de cessionaris aansprakelijk jegens de debitor cessus wegens wanprestatie.
- Op grond van antiwitwasregelingen moet bepaalde informatie van wederpartijen worden opgevraagd voor het begin van de zakelijke relatie (de zogenaamde KYC). Een debitor cessus heeft echter geen enkele motivatie om hieraan mee te werken, met name wanneer hij reeds in verzuim is. Dit betekent dat de cedent niet de vereiste stukken in de dossiers heeft en hij derhalve het risico loopt dat een auditor of de regulator hem verwijt dat hij de antiwitwaswetgeving onvoldoende heeft gerespecteerd. Hoewel dit kan worden opgelost door een meewerkverplichting in de leningsovereenkomst op te nemen, blijkt toch dat in de praktijk veel debiteuren niet eens reageren, vooral wanneer ze al in verzuim zijn met de vordering en niets meer hebben te verliezen. De cedent dient derhalve alle stukken van de cessionaris te ontvangen en aan te kunnen tonen dat hij en/of de cessionaris toch voldoende inspanning hebben betoond de vereiste stukken te ontvangen of uit publieke bronnen te verkrijgen wanneer mogelijk.
- Inningskosten met betrekking tot vorderingen (bijvoorbeeld een vordering die uit handen is gegeven aan een advocaat en vervolgens gecedeerd) gaan eveneens niet automatisch mee over. Hierdoor kan onenigheid ontstaan, bijvoorbeeld als de cedent dergelijke kosten onnodig vindt en niet wil blijven betalen, de cessionaris de kosten wel nodig vindt en vanaf cessie bij de cedent neerlegt, en de advocaat die de rekening aan de opdrachtgever (de cessionaris) presenteert. Er zullen dus goede afspraken moeten worden gemaakt over (innings)kosten. Eventuele lopende juridische procedures en de verhaalmogelijkheden en slagingskansen zullen dienen te worden onthuld, om de cedent in de gelegenheid te stellen vorderingen met te dure niet kansrijke procedures te weigeren.
- Niet alle landen kennen stille cessie. In sommige landen moet de debiteur aantoonbaar op de hoogte zijn gesteld, en in andere landen moet hij zelfs toestemming geven. Achteraf kan dan blijken dat de vordering eigenlijk helemaal niet is overgedragen.
- Bij internationale cessies kunnen zich taalproblemen voordoen, bijvoorbeeld als een Luxemburgs SPV een pakket Spaanse vorderingen koopt. De leningen en aanvullende documenten zullen in het Spaans en onder Spaans recht zijn, terwijl de debiteuren in het Spaans benaderd dienen te worden. De cedent zal personeel in dienst moeten hebben dat de taal van de vorderingen machtig is, of een derde partij (vaak de cessionaris) als servicer aanstellen.

## België
Een cessie is in België een overdracht van schuldvordering. De persoon van de schuldeiser wijzigt dus.
Daarnaast neemt het ook een andere betekenis aan in het personenrecht. Daar is het een definitieve afstand van auteursrechten.